# Değirmençay, Yenişehir
Değirmençay là một xã thuộc huyện Yenişehir, tỉnh Mersin, Thổ Nhĩ Kỳ. Dân số thời điểm năm 2011 là 1.35 người.